# Ștefănești (Vâlcea)
Ștefănești è un comune della Romania di 3 645 abitanti, ubicato nel distretto di Vâlcea, nella regione storica dell'Oltenia. 
Il comune è formato dall'unione di 4 villaggi: Condoiești, Dobrușa, Serbănești, Ștefănești.